# Dopaminski receptor D3
D3 dopaminski receptor je protein koji je kod ljudi kodiran  genom.
D3 podtip dopaminskog receptora inhibira adenilil ciklazu putem inhibicije G proteina. Ovaj receptor je izražen u filogenetički starijim regionima mozga, što sugeriše da  on ima ulogu u kognitivnim i emocionim funkcijama. On je meta za lekove kojima se tretira šizofrenija, addikcija, i Parkinsonova bolest . Alternativno splajsovanje ovog gena proizvodi višestruke transkriptne varijante koje mogu da koriraju različite izoforme, mada neke varijante mogu da budu bez funkcije.
D3 agonisti poput 7-OH-DPAT, pramipeksola, i rotigotina, pokazuju antidepresantne efekte u modelima na glodarima za depresiju.

## Ligandi
Brojni neselektivni lekovi na recept se vezuju za D3 receptor. Među njima su neki od novijih dopaminskih agonista koji se koriste za lečenje Parkinsonove bolesti, npr. pramipeksol i ropinirol, koji se takođe vezuju za D2 i nemaju jaku selektivnost.

### Agonisti
- (-8-Hidroksi-3-(n-propil)-1,2,3a,4,5,9b-heksahidro-1H-benz[e]indol)
- -3-(4-Propilmorfolin-2-il)fenol): >1000-puta funkcionalna (efikasnost) selektivnost u odnosu na D2[6]
- jedinjenje R,R-16: 250x selektivnost vezivanja u odnosu na D2[7]
- 3-metoksibenzamid, pun agonist, > 200-puta selektivniji u odnosu na D4, D2, , i α1-receptore[8]
- (-)-75,6,7,8-tetrahidronaftalen-2-ol[9]
- : parcijalni agonist[10]
- : parcijalni agonist, dobar afinitet i selektivnost[11]
- : parcijalni agonist, podtip selektivan[12]
- jedinjenje 12: parcijalni agonist, , 800x selektivnost vezivanja u odnosu na D2[13]
- piribedil[14]

### Antagonisti
- -(4-(4-(2,3-Dihloro- ili 2-metoksifenil)piperazin-1-il)butil)heterobiarilkarboksamidi[15]
- , podtip selektivni antagonist[12]
- jedinjenje 29[16]
- Nafadotrid
- [17]
- , selektivni D3 antagonist, 80x selektivniji u odnosu na D2 bez parcijalnog agonističkog dejstva. Koristi se u ispitivanjima za adikcije
- Domperidon - D2 i D3 antagonist

## Interakcije
Dopaminski receptor D3 formira interakcije sa CLIC6 i EPB41L1.

## Literatura
- Missale C; Nash SR; Robinson SW (1998). „Dopamine receptors: from structure to function.”. Physiol. Rev. 78 (1): 189—225. PMID 9457173.
- Sidhu A, Niznik HB (2000). „Coupling of dopamine receptor subtypes to multiple and diverse G proteins.”. Int. J. Dev. Neurosci. 18 (7): 669—77. PMID 10978845. doi:10.1016/S0736-5748(00)00033-2.
- Sokoloff P; Giros B; Martres MP (1990). „Molecular cloning and characterization of a novel dopamine receptor (D3) as a target for neuroleptics.”. Nature. 347 (6289): 146—51. PMID 1975644. doi:10.1038/347146a0.
- Giros B, Martres MP, Sokoloff P, Schwartz JC (1991). „[Gene cloning of human dopaminergic D3 receptor and identification of its chromosome]”. C. R. Acad. Sci. III, Sci. Vie. 311 (13): 501—8. PMID 2129115.
- Liu K, Bergson C, Levenson R, Schmauss C (1994). „On the origin of mRNA encoding the truncated dopamine D3-type receptor D3nf and detection of D3nf-like immunoreactivity in human brain.”. J. Biol. Chem. 269 (46): 29220—6. PMID 7961889.
- Schmauss C, Haroutunian V, Davis KL, Davidson M (1993). „Selective loss of dopamine D3-type receptor mRNA expression in parietal and motor cortices of patients with chronic schizophrenia.”. Proc. Natl. Acad. Sci. U.S.A. 90 (19): 8942—6. PMC 47477 . PMID 8415635. doi:10.1073/pnas.90.19.8942.
- Griffon N; Crocq MA; Pilon C (1996). „Dopamine D3 receptor gene: organization, transcript variants, and polymorphism associated with schizophrenia.”. Am. J. Med. Genet. 67 (1): 63—70. PMID 8678117. doi:10.1002/(SICI)1096-8628(19960216)67:1<63::AID-AJMG11>3.0.CO;2-N.
- Staley JK, Mash DC (1996). „Adaptive increase in D3 dopamine receptors in the brain reward circuits of human cocaine fatalities.”. J. Neurosci. 16 (19): 6100—6. PMID 8815892.
- Chen CH; Liu MY; Wei FC (1997). „Further evidence of no association between Ser9Gly polymorphism of dopamine D3 receptor gene and schizophrenia.”. Am. J. Med. Genet. 74 (1): 40—3. PMID 9034004. doi:10.1002/(SICI)1096-8628(19970221)74:1<40::AID-AJMG9>3.0.CO;2-Z.
- Gulcher JR; Jónsson P; Kong A (1997). „Mapping of a familial essential tremor gene, FET1, to chromosome 3q13.”. Nat. Genet. 17 (1): 84—7. PMID 9288103. doi:10.1038/ng0997-84.
- Oldenhof J; Vickery R; Anafi M (1998). „SH3 binding domains in the dopamine D4 receptor.”. Biochemistry. 37 (45): 15726—36. PMID 9843378. doi:10.1021/bi981634.
- Cargill M; Altshuler D; Ireland J (1999). „Characterization of single-nucleotide polymorphisms in coding regions of human genes.”. Nat. Genet. 22 (3): 231—8. PMID 10391209. doi:10.1038/10290.
- Pilla M; Perachon S; Sautel F (1999). „Selective inhibition of cocaine-seeking behaviour by a partial dopamine D3 receptor agonist.”. Nature. 400 (6742): 371—5. PMID 10432116. doi:10.1038/22560.
- Ilani T; Ben-Shachar D; Strous RD (2001). „A peripheral marker for schizophrenia: Increased levels of D3 dopamine receptor mRNA in blood lymphocytes.”. Proc. Natl. Acad. Sci. U.S.A. 98 (2): 625—8. PMC 14638 . PMID 11149951. doi:10.1073/pnas.021535398.
- Lin R; Karpa K; Kabbani N (2001). „Dopamine D2 and D3 receptors are linked to the actin cytoskeleton via interaction with filamin A.”. Proc. Natl. Acad. Sci. U.S.A. 98 (9): 5258—63. PMC 33197 . PMID 11320256. doi:10.1073/pnas.011538198.
- Oldenhof J, Ray A, Vickery R, Van Tol HH (2001). „SH3 ligands in the dopamine D3 receptor.”. Cell. Signal. 13 (6): 411—6. PMID 11384839. doi:10.1016/S0898-6568(01)00157-7.
- Soma M; Nakayama K; Rahmutula D (2002). „Ser9Gly polymorphism in the dopamine D3 receptor gene is not associated with essential hypertension in the Japanese.”. Med. Sci. Monit. 8 (1): CR1—4. PMID 11796958.

## Spoljašnje veze
- „Dopamine Receptors: D3”. IUPHAR Database of Receptors and Ion Channels. International Union of Basic and Clinical Pharmacology.
- Receptors,+Dopamine+D3 на 